# Индокитайская сизоворонка
Индокитайская сизоворонка (лат. Coracias affinis) — вид птиц из семейства сизоворонковых (Coraciidae), широко распространен от восточной Индии до Мьянмы и Юго-Восточной Азии.

## Описание
Размер птицы 30—34 см. Ранее считался родственным с частично аллопатрическим Coracias benghalensis.
Верхняя часть брюшка бледно-серо-зеленая (включая мантию, спину, лопатки и внутренние второстепенные крылья). Тёмно-синие надкрылья, фиолетово-синие крестец и надхвостье. Фиолетовый, в основном светло-синий хвост. Синяя шапочка, буровато-серые лицо, горло, грудь и середина живота, иногда с неясными полосами синеватого или фиолетового оттенка. Тусклое серо-синее брюхо. Клюв чёрный, глаза коричневые, лапы и пальцы розово-жёлтые. Половой диморфизм отсутствует. Молодые особи более тусклые, голова одного цвета с телом и не имеет явных ярких оттенков.

## Распространение и среда обитания
Ареал включает восток Непала, Бутана и северо-восточной Индии (Бихар, Ассам), восток до Южного Китая (Сычуань, Юньнань), и восточнее до полуостровного Таиланда и Индокитая.
Населяет небольшие заросли казуарины, участки дюнных кустарников, кокосовые плантации, открытые болота, рисовые и другие поля. Зарегистрирован до 2900 м в Бутане, где в основном встречается ниже 2200 м.
Распространен на большей части своего ареала, локально обилен и заметен в Юго-Восточной Азии. Вероятно, численность увеличилась в результате вырубки лесов и урбанизации. Не известно, чтобы на них регулярно охотились, но, будучи придорожными падальщиками, многие из них сбиваются автомобилями. Встречается во многих национальных парках, например, в Кхао Яо (Таиланд) и Нам Бай Кат Тьен (Вьетнам).

## Поведение

### Песня
По сравнению с бенгальской сизоворонкой, у Сoracias affinis звук немного выше и более носовой, с серией нот «гррК-гррК-гррК-гррК…», заканчивающихся немного более длинными и медленными позывками.

### Питание
Детальных исследований нет, но известные отличия от бенгальской сизоворонки отсутствуют.

### Размножение
Мало отличий от бенгальской сизоворонки, если они вообще есть. Брачный сезон в апреле-мае на Малайском полуострове, и в основном в те же месяцы в Мьянме. Гнездится в дуплянках в мёртвых кокосовых пальмах на высоте 9—12 м над землей; иногда делит территорию с восточным широкоротом, и оба могут гнездиться на соседних деревьях.

## Классификация
Вид был описан Томасом Уолкером Хорсфилдом в 1840 году.
Обычно рассматривается как вид, родственный Coracias benghalensis из-за зоны взаимопроникновения от Непала до западного Ассама, но имеет отличия в окраске: отличается тусклой буровато-серой головой, горлом, грудью и серединой брюха с фиолетовым оттенком (иногда неясные голубоватые полосы), тусклой голубовато-серой нижней частью брюха (у Coracias affinis) вместо розовато-румяного лица до груди с жирными бледно-бурыми полосами, бледно-румяной серединой брюха, бирюзовой нижней частью брюха (у Coracias benghalensis). Может быть тесно связан с Coracias temminckii. Монотипичен: подвидов не выявлено.

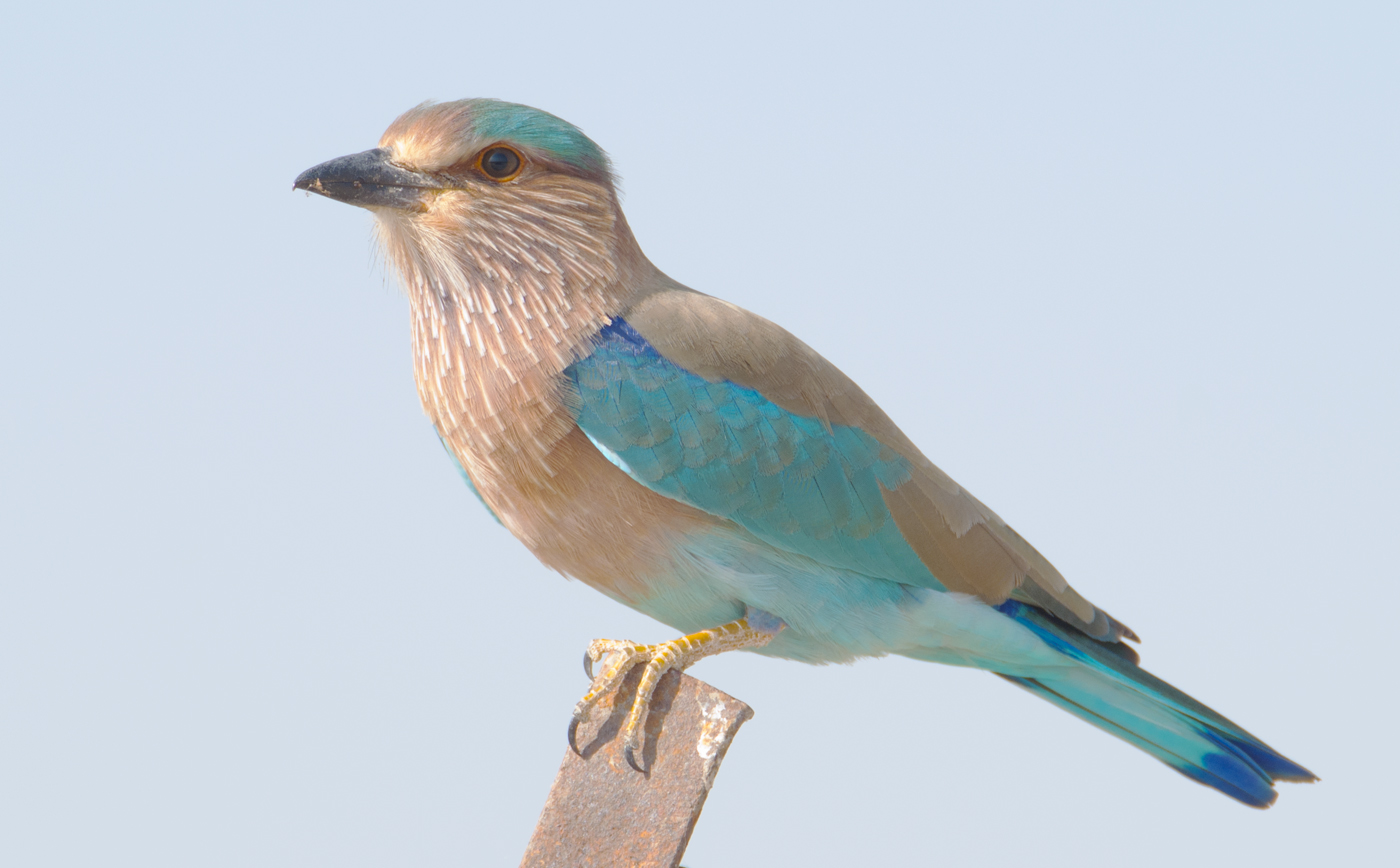
Бенгальская сизоворонка, Раджастан
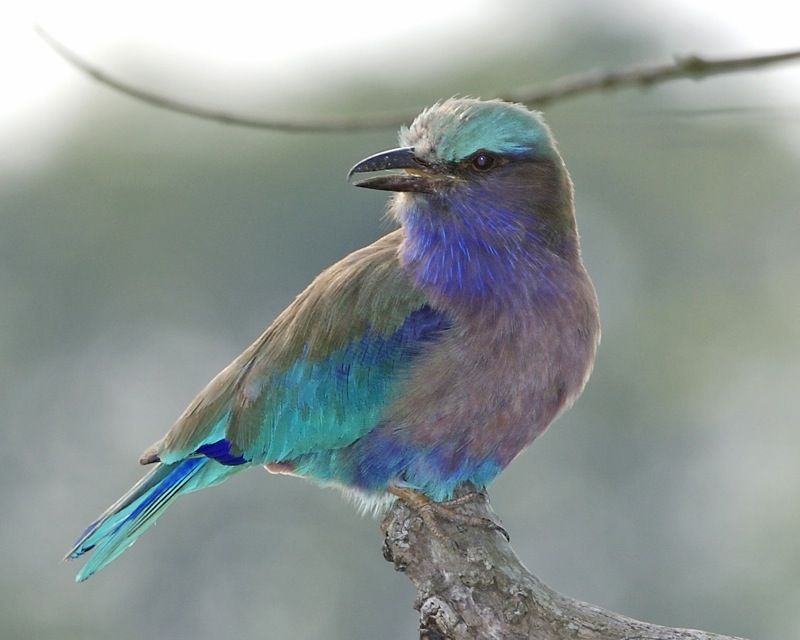
Индокитайская сизоворонка, Ассам